# Grigorij Kondratjew
Grigorij Iwanowicz Kondratjew (ros. Григорий Иванович Кондратьев, ur. 21 stycznia 1912, zm. 14 kwietnia 1993) – radziecki działacz państwowy i partyjny.

## Życiorys
Ukończył instytut pedagogiczny, od 1930 pracował jako nauczyciel i kierownik szkoły, potem do 1935 instruktor komitetu wykonawczego rady rejonowej, następnie funkcjonariusz Komsomołu. Od 1937 należał do WKP(b), był instruktorem i kierownikiem wydziału Komitetu Obwodowego WKP(b), a 1943–1945 II sekretarzem Maryjskiego Komitetu Obwodowego WKP(b). Od 1945 do września 1948 był przewodniczącym Rady Komisarzy Ludowych/Rady Ministrów Maryjskiej ASRR, od września 1948 do 4 października 1951 I sekretarzem Maryjskiego Komitetu Obwodowego WKP(b), 1951-1954 słuchaczem Wyższej Szkoły Partyjnej przy KC WKP(b)/KPZR, a 1954–1964 ponownie przewodniczącym Rady Ministrów Maryjskiej ASRR. Był deputowanym do Rady Najwyższej ZSRR 6 kadencji. W 1962 został odznaczony Orderem Znak Honoru.